# Żylajewo (obwód kurski)
Żylajewo (ros. Жиляево) – wieś (ros. деревня, trb. dieriewnia) w zachodniej Rosji, w sielsowiecie polanskim rejonu kurskiego w obwodzie kurskim.

## Geografia
Miejscowość położona jest nad Bolszają Kuricą (prawy dopływ Sejmu), 2 km od centrum administracyjnego sielsowietu (Polanskoje), 15 km na zachód od Kurska, 9 km od drogi magistralnej (federalnego znaczenia) M2 «Krym» (część trasy europejskiej E105).
We wsi znajdują się 44 posesje.
Klimat
Miejscowość, jak i cały rejon, znajduje się w strefie klimatu kontynentalnego z łagodnym ciepłym latem i równomiernie rozłożonymi opadami rocznymi (Dfb w klasyfikacji klimatów Köppena).

## Demografia
W 2010 r. wieś zamieszkiwało 46 osób.